# Discurso semanal del presidente de los Estados Unidos
El discurso semanal del presidente de los Estados Unidos (también conocido como el discurso semanal (de radio) o su discurso semanal) es el discurso semanal del presidente de los Estados Unidos a la nación. Franklin D. Roosevelt fue el primer presidente de los Estados Unidos en pronunciar dichos discursos por radio. Ronald Reagan revivió la práctica de transmitir una transmisión de radio semanal los sábados en 1982, y todos sus sucesores continuaron con la práctica hasta que Donald Trump dejó de hacerlo diecisiete meses después de su mandato.

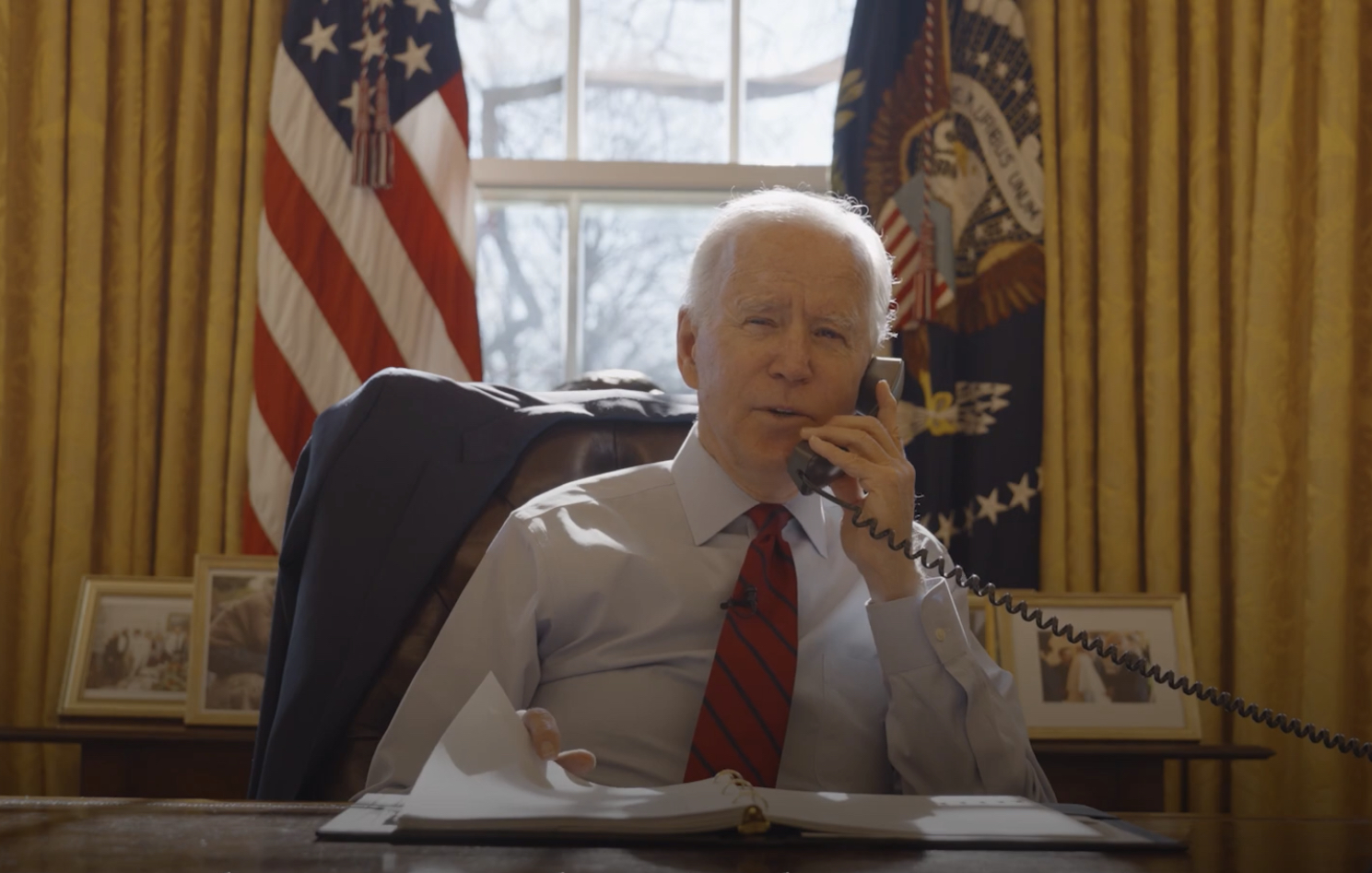
Joe Biden, hablando con un ciudadano durante su primera «conversación semanal» como Presidente

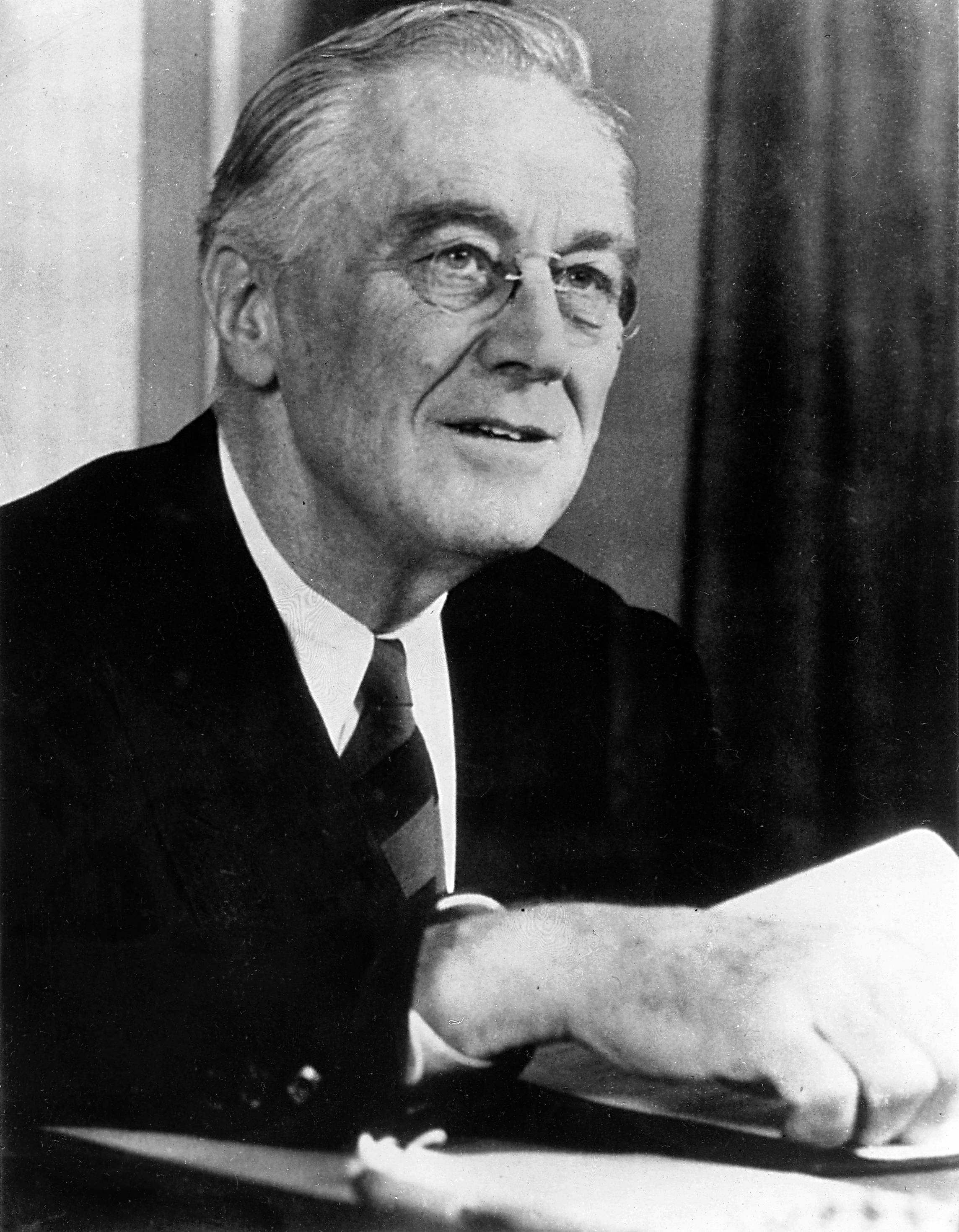
Franklin D. Roosevelt después de dar una de sus charlas junto a la chimenea, la antecesora del discurso semanal e inaugurando de esta manera los discursos semanales del Presidente.

A medida que Internet se generalizó durante la década de 1990, la dirección semanal estuvo disponible en otros medios. George W. Bush presentó un podcast de audio y Barack Obama presentó un discurso de video semanal durante su período de transición presidencial. Donald Trump continuó la dirección de video semanal durante los primeros nueve meses de su administración, después de lo cual terminó la práctica.. Más tarde lanzó direcciones "semanales" ocasionales antes de cesar la tradición en junio del 2018.
Joe Biden revivió la práctica de hacer un discurso semanal en febrero de 2021 en forma de “Conversaciones semanales”, respondiendo preguntas preparadas o inquietudes de los ciudadanos. En julio del 2021 dejó de hacer Conversaciones Semanales. Como vicepresidente, Biden pronunció discursos semanales en nombre de Barack Obama durante la administración Obama.

## Historia
Franklin D. Roosevelt utilizó por primera vez lo que se conocería como charlas junto a la chimenea en 1929 como gobernador de Nueva York. Su tercer discurso de gobernador, el 3 de abril de 1929, en la radio WGY, es citado por el biógrafo de Roosevelt, Frank Freidel, como la primera charla informal. Como presidente, continuó la tradición, a la que llamó sus charlas junto a la chimenea. El éxito de estos discursos presidenciales alentó su continuación por los futuros presidentes.
La práctica de los discursos programados regularmente comenzó en 1982 cuando el presidente Ronald Reagan comenzó a transmitir una transmisión de radio todos los sábados. El periodista conservador William A. Rusher, quien instó públicamente a Reagan a comenzar la serie de transmisiones, se refirió explícitamente a las "charlas junto a la chimenea" y comparó las habilidades de comunicación de Reagan con las de Roosevelt. Durante una prueba de sonido en preparación para su discurso de radio del 11 de agosto de 1984, Reagan hizo los siguientes comentarios en broma, que luego se filtraron al público en general: "Mis conciudadanos, me complace decirles hoy que he legislación firmada que prohibirá a Rusia para siempre. Comenzaremos a bombardear en cinco minutos".
George H. W. Bush no grababa regularmente un discurso de radio semanal; registró solo un total de 18 direcciones durante su mandato, la mayoría hacia la última parte. Bill Clinton grababa regularmente un discurso de radio semanal, a menudo de más de diez minutos con algunos discursos al principio de su mandato. George W. Bush fue el primer presidente en pronunciar el discurso de radio semanal en inglés y español, que continuó durante toda su presidencia. Más tarde, George W. Bush comenzó a publicar sus direcciones como un podcast de audio una vez que la tecnología se hizo popular.
Barack Obama usó YouTube para videoconferencias regulares como presidente electo y, desde su investidura, las alocuciones semanales han continuado en el sitio web de la Casa Blanca, el canal oficial de YouTube de la Casa Blanca y redes como C-SPAN, con la transmisión de 24 horas. los canales de noticias por cable y los programas matutinos de la red generalmente transmiten el discurso completo solo si el tema involucra un evento noticioso de última hora; breves resúmenes de la dirección y los puntos de conversación dentro se editan y presentan en informes de noticias regulares a lo largo de cada sábado.
Hasta su transmisión final, Donald Trump continuó usando la dirección de video como lo hizo su predecesor. Su dirección semanal también se transmite por Internet en Facebook como una transmisión en vivo, publicando la dirección los viernes en lugar de los sábados.
Desde hace mucho tiempo se ha convertido en una costumbre que el discurso radial semanal del presidente sea seguido por una respuesta del partido de oposición. Cuando el presidente es demócrata, la respuesta de la oposición la da un republicano y viceversa. Esta respuesta no se limita a responder únicamente por el tema del discurso del presidente, sino que puede abordar otros temas de interés político o social, un homenaje a una figura fallecida en la última semana, un mensaje patriótico general los fines de semana festivos (este último dos de los cuales también pueden ser parte del discurso presidencial), u otras preocupaciones que trabajan a través del Senado o la Cámara que aún no han sido abordadas por el poder ejecutivo. A pesar de la interrupción de los discursos semanales del presidente, los demócratas continuaron con su discurso semanal durante el resto de la administración Trump.
Una queja común sobre el discurso radial semanal del presidente en la era anterior a la digitalización (pero que permanece en la corriente principal) es que solo unas pocas estaciones de radio (principalmente la radio pública y los medios de radio de noticias, un formato muy raro fuera de las principales áreas metropolitanas) cubren el transmisiones muy cortas, no se anuncian públicamente y muy pocos estadounidenses pueden encontrar cobertura de dirección en su marcación de radio local; Los sábados por la mañana generalmente tienen programación pagada o negociada en la mayoría de las estaciones de radio comerciales.